# Palazzo Savorelli Prati
Der Palazzo Savorelli Prati ist ein Palast aus dem 17. Jahrhundert im historischen Zentrum von Forlì in der italienischen Region Emilia-Romagna. Er liegt am Corso Armando Diaz 49.

## Geschichte
Der Architekt des Gebäudes ist nicht bekannt. Ab 1767 gehörte es der Familie Prati, die es von den Pauluccis gekauft hatten. Heute gehört der Palast dem Ente Pio Fondazione Prati (dt.: Fromme Körperschaft der Stiftung Prati), die 1944 als Vermächtnis der Gräfin Paola Savorelli Muti Papazzurri gegründet wurde, deren Mutter Teil der Eigentümerfamilie des Palastes war, die aus Prato stammte und sich im 17. Jahrhundert in Forlì angesiedelt hatte.
Die Gräfin schrieb in ihrem Testament:

„(...) con tutto il mio patrimonio voglio sia fondata un’istituzione da costituirsi in ente autonomo che abbia per iscopo l’assistenza a malati poveri a domicilio per mezzo di infermiere gratuite e di sussidi (...)“. 

(dt.: (...) mit all meinem Vermögen möchte ich, dass eine Institution im Form einer unabhängigen Körperschaft gegründet wird, die die Hilfe für arme Kranke durch kostenlose Krankenversorgung zuhause und Unterstützungen zum Ziel hat (...))

Seit den ersten Jahren hat das Institut seine gemeinnützige Arbeit durch die Armen Schwestern der Katharina von Siena, einer religiösen Vereinigung des Bischofs von Forlì, geleistet.

## Beschreibung
Das Gebäude hat ein sehr strenges Aussehen, die Fassade ist einfach gehalten und folgt dem Straßenverlauf. Es besteht aus einer Reihe von Sichtmauerwerken und einer angeschrägten Basis, die sich nach oben in einem Sandsteingesims fortsetzt.
An den Wänden des Atriums findet sich außer einer Gipsbüste in einer Mauernische, die die Gräfin Paola Savorelli Muto-Papazzurri Prati darstellt, noch auf einer gemauerten Stele ein Epigraph in Erinnerung an die Gräfin. Vom Empfangssalon gelangt man in den Innenhof, der mit einem Laubengang, gestützt von einigen Pilastern in Terrakotta, versehen ist. Darüber springt ein Loggia vor, die von zwei Säulen aus runden Ziegeln getragen wird.

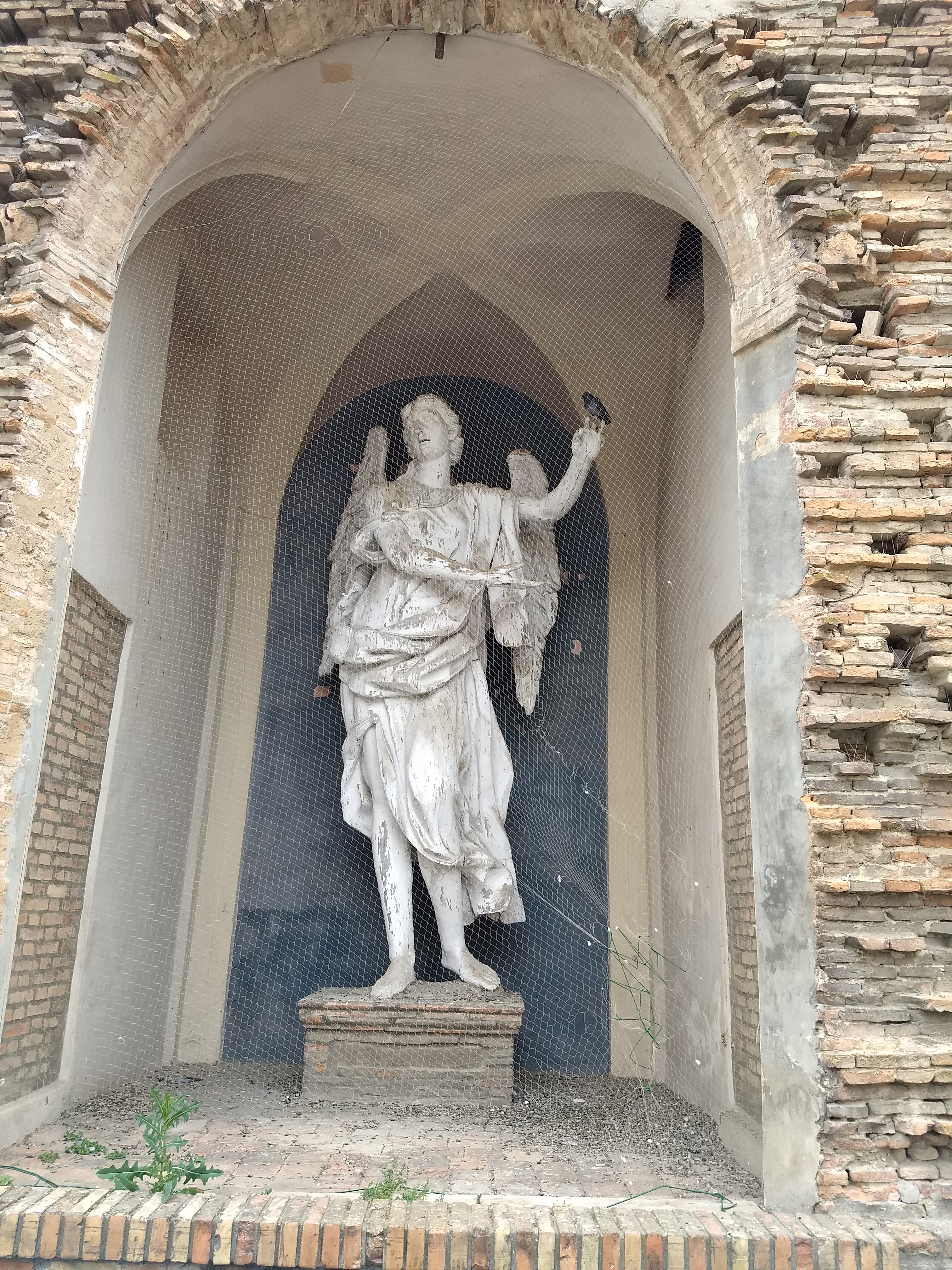
Hölzerne Statue des Erzengel Michael

In der vorderen Mauer öffnet sich ein weiteres Tor, das nie vollständig dekoriert wurde, durch das man in ein weiteres Vestibül, das als hinterer Zugang zum Palast dient.
Von dort gelangt man in ein Gelände, das damals ein Garten war und heute ein Parkplatz ist, der von der Via dall’Aste aus erreichbar ist. Hier liegt eine Nische, vermutlich der Rest eines Gartens mit Kreuzgewölbe, in der sich eine große Statue aus dem 18. Jahrhundert befindet. Sie ist aus Holz, weiß gestrichen und stellt den Erzengel Michael dar.
Im Inneren des Palastes sind einige Verzierungen mythologischen Charakters aus dem 19. Jahrhundert erhalten. Bei den Bombardements im Zweiten Weltkrieg wurde der Palast ziemlich stark beschädigt. Am 10. Dezember 1944 traf der Bombenangriff, der die Kirche des Heiligen Blasius entkernte, auch den Palazzo Savorelli Prati schwer und verursachte schwere, nicht wiedergutzumachende Schäden an den Sammlungen von Gemälden, Kristallen, Keramiken und Möbeln im Stile Ludwig XV.

## Kunstwerke und Sammlungen
Zusammen wurden damals 192 Kunstwerke zerstört. Ziel des deutschen Bombenangriffs war der vor dem Palazzo Savorelli Prati liegende Palazzo Merenda, ein Gebäude, in dem damals das Hauptquartier der Alliierten untergebracht war, die einen Monat und einen Tag vorher Forlì befreit hatten. Der Palazzo Merenda wurde zusammen mit vielen Kunstwerken darin größtenteils zerstört und später in Stahlbeton wieder aufgebaut.
Heute besteht die Sammlung im Palazzo Savorelli Prati aus nur noch 74 überlebenden Kunstwerken, vorwiegend regionaler, sowie venezianischer und römischer Provenienz von der Mitte des 15. Jahrhunderts bis zum Ende des 19. Jahrhunderts. Außer den Gemälden sind in dem Palast ein Ensemble von Möbeln (Tische, Stühle, Sessel, Sofas und Kassetten), Majolikas (Teller, Tablets, Tassen und Deckel) und handgefertigte Kronleuchter aus Italien ausgestellt. Äußerst bedeutend ist das historische Archiv des Instituts, das 1250 Stücke in Registern, Umschlägen und Akten enthält, die aus der Zeit zwischen 1320 und 1944 stammen und sich in den Regalen in dem Raum befinden, in dem auch die Bibliothek untergebracht ist. Darüber hinaus gibt es eine kleine Münzsammlung (von der Zeit des alten Rom bis zum Ende des 18. Jahrhunderts) und eine Briefmarkensammlung, die allerdings auch bei dem Bombenangriff 1944 beschädigt wurde. Es handelt sich um insgesamt 23 Archivquellen, von denen 10 von der Familie und 13 aus zivilen, militärischen und religiösen Körperschaften stammen.